# اللغة السوسوية
اللغة السوسوية هي لغة شعب السوسو في غينيا وسيراليون، في غرب أفريقيا. وهي من عائلة اللغات الماندية، وأقرب قريب لها هي لغة اليالونكا.
وهي إحدى اللغات الوطنية في غينيا ويتحدث بها بشكل رئيس في المنطقة الساحلية من البلاد.

## التاريخ
كما تم استخدام اللغة أيضًا من السكان في المناطق الساحلية من غينيا وسيراليون كلغة تجارية.
على الرغم من أن اللغة ربما اعتمدت النص العربي تاريخيًّا حيث إن متحدثيها من المسلمين، إلا أن أول أدب في اللغة السوسوية هو ترجمة الفصول السبعة الأولى من إنجيل متى، والتي ترجمها جون جودفري فيلهلم من جمعية البعثة الكنسية. نُشر هذا الكتاب في لندن تحت عنوان "لينجيلي ماثيو" في عام 1816. قام ترجم جيه جي ولهليم جزء كبير من العهد الجديد، ولكن يبدو أن هذا الجزء الصغير فقط هو الذي تم طباعته.

## الإملاء
وقد كُتبت السوسو بمجموعة متنوعة من أنظمة الكتابة، بما في ذلك النسخة العجمية من النص العربي (ربما تم تقديمها خلال فترة إمامة فوتا جالون)، وأنظمة الكتابة اللاتينية المختلفة (التي تم إضفاء الطابع الرسمي عليها مع اعتماد أبجدية اللغات الغينية في عهد حكومة أحمد سيكو توري وتم تعديلها في عام 1989 لتتوافق بشكل أكبر مع الأبجدية الأفريقية المرجعية)، ونصوص نكو وأدلام. بالإضافة إلى ذلك، تم اعتماد نظام أبجدي معروف باسم كوري سيبيلي أو واكارا، والذي طوره عالم الاجتماع محمد بنتورا بانجورا استنادًا إلى الرموز التقليدية التي تستخدمها الجمعيات السرية، من قبل مجتمع صغير من المستخدمين منذ تقديمه في عام 2009.

## أخرى
ترتبط اللغة السوسوكسوي ارتباطًا وثيقًا باللغة اليالونكا.

## روابط خارجية
- أجزاء من كتاب الصلاة المشتركة بالسوزو والترجمة الإنجليزية عام 1861
- صفحة PanAfrican L10n على Susu
- أبجدية السوسو وعلم الأصوات
- دليل لغة سوسو التابع لفيلق السلام